# Lijst van Stolpersteine in Hardinxveld-Giessendam

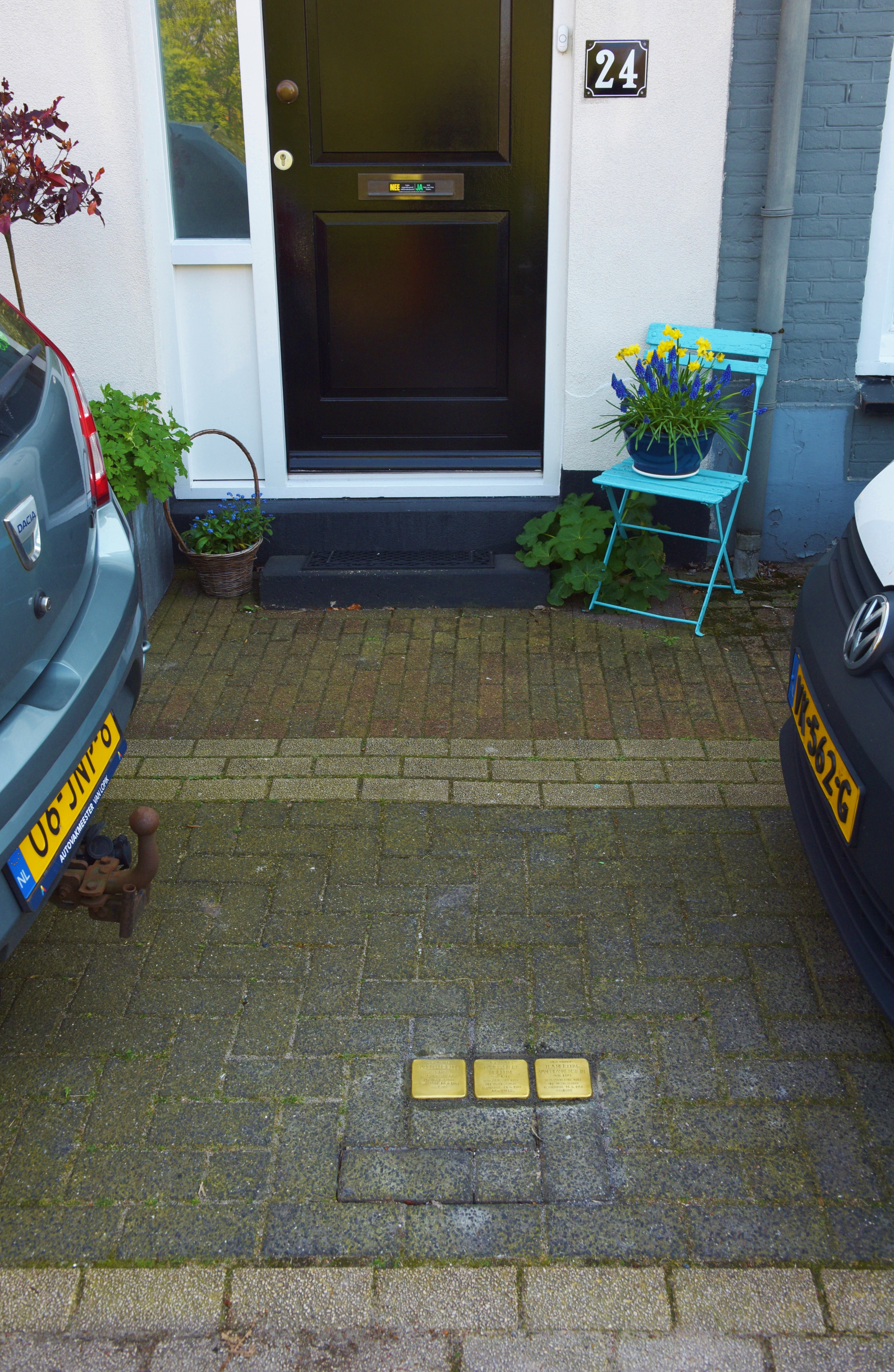
Stolpersteine in Hardinxveld-Giessendam voor familie Meiboom

De lijst van Stolpersteine in Hardinxveld-Giessendam geeft een overzicht van de gedenkstenen in de gemeente Hardinxveld-Giessendam in deNederlandse provincie Zuid-Holland die zijn geplaatst in het kader van het Stolpersteine-project van de Duitse beeldhouwer-kunstenaar Gunter Demnig.
Stolpersteine zijn opgedragen aan slachtoffers van het nationaalsocialisme, al diegenen die zijn vervolgd, gedeporteerd, vermoord, gedwongen te emigreren of tot zelfmoord gedreven door het nazi-regime. Demnig legt voor elk slachtoffer een aparte steen, meestal voor de laatste zelfgekozen woning.
Omdat het Stolpersteine-project doorloopt, kan deze lijst onvolledig zijn.

## Stolpersteine
In Hardinxveld-Giessendam zijn drie Stolpersteine op een adres.

### Hardinxveld-Giessendam
| Afbeelding | Inscriptie | Adres                   | Herdachte persoon                        |
| ---------- | --- | ----------------------- | ---------------------------------------- |
|            | HIER WOONDE BAREND MEIBOOM GEB. 1873 GEDEPORTEERD 1943 UIT WESTERBORK VERMOORD 14.5.1943 SOBIBOR                | De Buurt 24 Kaart (OSM) | Barend Meiboom (1873-1943)               |
|            | HIER WOONDE DAVID PHILIP MEIBOOM GEB. 1913 GEDEPORTEERD 1944 UIT WESTERBORK VERMOORD 31.5.1944 AUSCHWITZ        | De Buurt 24 Kaart (OSM) | David Philip Meiboom (1913-1944)         |
|            | HIER WOONDE LEA MEIBOOM- VAN BLANKENSTEIN GEB. 1873 GEDEPORTEERD 1943 UIT WESTERBORK VERMOORD 14.5.1943 SOBIBOR | De Buurt 24 Kaart (OSM) | Lea Meiboom van Blankenstein (1873-1943) |

## Data van plaatsingen
- 12 maart 2019: drie Stolpersteine op De Buurt 24